# Anisostigma
Anisostigma je monotipski biljni rod iz porodice čupavica. Jedina  vrsta je A. schenckii, endemski grm iz Namibije smješten u tribus Anisostigmateae

## Sinonimi
- Tetragonia schenckii Schinz; Bull. Herb. Boissier 2: 204 (1894)